# Bukowiec (powiat leski)
Bukowiec – wieś w Polsce położona w województwie podkarpackim, w powiecie leskim, w gminie Solina}. Leży przy drodze wojewódzkiej nr 894. Odległość drogowa do siedziby gminy wynosi 17 km.
We wsi został wybudowany kościół filialny parafii Świętego Maksymiliana Kolbe w Wołkowyi (dekanat Solina). Kościół nosi wezwanie bł. Karoliny Kózkówny.
W latach 1518–1519 Adam Wzdowski był właścicielem wsi Bukowiec i Wołkowyja.
Z Bukowca pochodził Ludwik Jan Krajewski Jasieńczyk uczestnik powstania styczniowego z roku 1864, właściciel Bukowca, pochowany został we Lwowie, a jego krewny Rafał Krajewski stracony został z Romualdem Trauguttem 5 sierpnia 1864 r.
W latach 1975–1998 miejscowość należała administracyjnie do województwa krośnieńskiego.

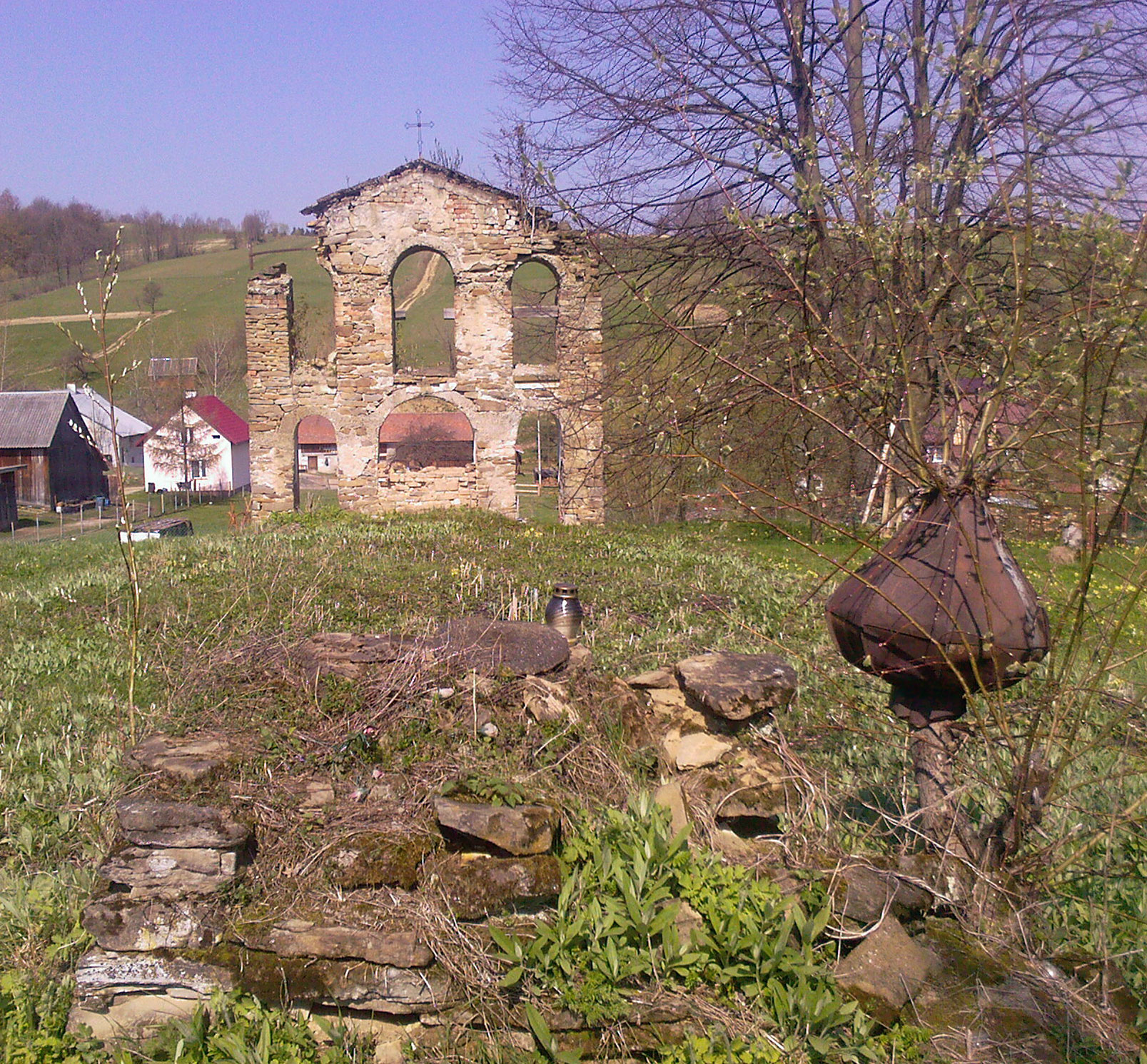
Cerkwisko w Bukowcu. Na pierwszym planie pozostałość ołtarza. W tle murowana dzwonnica